# قينان (إله)
كان قينان (خط المسند: ) إلهًا يُعبد عند السبئيين في جنوب شبه الجزيرة العربية قبل الإسلام.  استنادًا إلى أصل الكلمة، ربما كان قينان إله الحدادة.